# Johann Casimir von Häffelin
Johann Casimir von Häffelin (ur. 3 stycznia 1737 w Minfeld, zm. 27 sierpnia 1827 w Rzymie) – niemiecki kardynał.

## Życiorys
Urodził się 3 stycznia 1737 roku w Minfeld, jako syn Daniela Häffelina i Elizabethy Schönlaub. Studiował na Uniwersytecie w Heidelbergu i Ingolstadcie, gdzie uzyskał doktoraty z teologii. 24 września 1763 roku przyjął święcenia kapłańskie. 28 września 1787 roku został tytularnym arcybiskupem Chersonisu, a 11 listopada przyjął sakrę. W 1803 roku został ministrem pełnomocnym króla Bawarii przy Stolicy Piotrowej. Podczas francuskiej okupacji Rzymu, musiał udać się do Neapolu, jednak w 1815 roku powrócił na swoje stanowisko. Udało mu się wynegocjować konkordat, który podpisano w 1817 roku. 6 kwietnia 1818 roku został kreowany kardynałem prezbiterem i otrzymał kościół tytularny Santa Sabina. Zmarł 27 sierpnia 1827 roku w Rzymie.